# Perissocytheridea excavata
Perissocytheridea excavata is een mosselkreeftjessoort uit de familie van de Cytherideidae. De wetenschappelijke naam van de soort is voor het eerst geldig gepubliceerd in 1955 door Swain.